# Yponomeuta padella
Espèce
Yponomeuta padella, l'Hyponomeute du cerisier ou Hyponomeute du prunier, est un petit papillon de nuit du groupe des teignes, de la famille des Yponomeutidae.
Synonymes
- Hyponomeuta variabilis Zeller
- Yponomeuta padellus

## Description
L'imago de cette espèce mesure environ 10 mm et son envergure varie de 19 à 22 mm. Il ressemble fortement à ceux de la plupart des autres papillons du genre Yponomeuta et ne peut être différencié de ceux des espèces les plus proches que par un examen au microscope des genitalia (organes génitaux) . Un indice souvent utilisé est donc la plante-hôte.

Les imagos évoquent des mites aux ailes blanches (parfois grises, voir illustration) ponctuées de noir.

Les yeux sont noirs et gros (par rapport à la taille de la tête), comme chez de nombreuses espèces nocturnes, protégés de la lumière solaire directe, en étant positionnés plutôt sous la tête. La trompe, enroulée sous la tête est jaune.
Les Hyponomeutes sont attirés par certains types d'éclairages artificiels.

## Chenille

### Description
La larve à son maximum de développement mesure environ 20 mm et est de couleur jaunâtre à crème avec la tête noire et des lignes de points noirs sur les côtés du corps. Le corps est garni de poils si fins qu'ils sont invisibles à l'œil nu. Quand elle est jeune, au stade III (après consommation des bourgeons et avant de tisser de grandes toiles).
Ces chenilles se distinguent des chenilles des autres espèces par :
- la manière particulière qu'elles ont de manger les feuilles en commençant par l'extérieur au lieu de les miner (on parle de « squelettisation » de la feuille)
- toile assez lâche
- chrysalides souvent isolées (mais toujours dans la toile).

À ne pas confondre avec deux espèces proches, à la biologie très semblable :
- Yponomeuta malinella (dont la chenille ne mange que des feuilles de pommier ou de poirier) ou
- Yponomeuta evonymella (dont la chenille mange les feuilles du merisier à grappes, de l'aubépine, du prunier ou du poirier).

La chenille ne doit pas non plus être confondue avec celle de la Petite tortue qui est également grégaire après être sortie de l'œuf et dont les couleurs peuvent évoquer celles des Yponomeuta.

### Plantes-hôtes
La chenille vit sur plusieurs plantes-hôtes, des Rosaceae  :
- Aubépine à un style (Crataegus monogyna Jacq.) ;
- Aubépine épineuse (Crataegus laevigata (Poiret) DC.) ;
- Merisier (Prunus avium) ;
- Néflier des rochers (Amelanchier ovalis Med.) ;
- Sorbier des oiseleurs (Sorbus aucuparia L.) ;
- Prunelier (Prunus spinosa), mais non sur Prunus padus ;
- Prunier (Prunus domestica L.)

### Comportement
Elle peut attaquer les cerisiers cultivés (peut-être devenus moins résistants à la suite de la sélection qui a conduit à leur « domestication »).
L'espèce peut être localement envahissante et est parfois considérée comme une « peste » (espèce dite « nuisible » bien que ses dégâts soient généralement très localisés et provisoires). Les colonies de chenilles de cette espèce peuvent en effet totalement défolier, voire écorcer les rameaux terminaux des arbres ou arbustes qu'elle attaque. Ces arbres sont souvent situés dans une haie ou en lisière, ou en milieu ouvert, parfois à proximité d'un lampadaire qui a pu attirer les adultes.
Les larves sont grégaires et aisément repérables par les vastes toiles blanchâtres qu'elles tissent, qui constituent un nid collectif et où s'accumulent leurs excréments.
Pour des raisons non encore comprises, les oiseaux ne semblent pas attaquer les chenilles des Hyponomeutes (toxicité ? protection par les poils ? odeur ou goût répulsif ? effet de la toile ?).

## Biologie, cycle de vie
Les adultes peuvent être observés de juillet (voire dès juin pour les premiers) à août.
Les œufs, très petits, sont pondus après que la femelle ait été fécondée en automne sur des rameaux et branches. La femelle les recouvre d'une sécrétion collante qui les rend difficiles à distinguer. Les œufs éclosent peu après et des larves minuscules en sortent pour se préparer immédiatement à l'hiver. Elles résistent relativement bien au froid hivernal grâce à la nourriture accumulée dans l'œuf.
En Amérique du Nord, sur la côte ouest du Pacifique, les larves sont visibles de fin avril à mi-juin. Elles peuvent se laisser descendre le long d'un fil de soie.
Au fur et à mesure qu'elles grandissent, elles tissent des toiles qui peuvent finir par englober tout un arbre et l'environnement périphérique (herbes, buissons voisins ou objets artificiels proches). Les toiles, assez solides, jouent le rôle d'un nid collectif.
La larve forme ensuite une chrysalide et les adultes commencent à apparaître fin juin (indice de réchauffement climatique ? car selon la littérature, ils apparaissant début juillet). Ils restent visibles jusqu'au mois d'août puis meurent ou disparaissent consommés par les chauve-souris ou d'autres espèces insectivores.
La nymphe, présente deux tons de coloration (voir photo) du brun clair à brun plus sombre, ce qui est une des caractéristiques de cette espèce. En revanche, les pupes sont uniformément brunes.
Une seule génération est produite par an.

## Espèce envahissante?
En 1992 cette espèce a pris une brutale et large extension en Irlande du Nord, ravageant environ 150 000 km de haies d'aubépines.

Elle est depuis considérée comme une menace potentiellement grave pour l'environnement, non seulement en raison de l'intensité des ravages en termes de défoliation, mais aussi pour les dégâts induits par l'utilisation généralisée d'insecticides qui a souvent suivi ses pullulations.
Ceci a encouragé à rechercher et à étudier différents parasitoïdes de cette espèce présents en Europe.
Cette espèce semble avoir été involontairement introduite en Amérique du Nord où elle a été trouvée pour la première fois en 1993, en Colombie-Britannique.
Dans l'État de Washington, l'espèce a été trouvée sur de l'aubépine, mais seulement en faible nombre, et sans causer de pertes économiques.

## Lutte biologique
Elle consiste à encourager les prédateurs ou parasitoïdes de cette espèce. Ageniaspis fuscicollis a par exemple été importé dans les années 1980 pour contrôler ces espèces.
En Europe, il existe de nombreux prédateurs, parasitoïdes parasitant ou attaquant ces espèces ; des ichneumons, (petits hyménoptères), mais aussi des diptères (mouches).
Voir le paragraphe de l'article Yponomeuta consacré à la lutte biologique.

## Galerie d'images

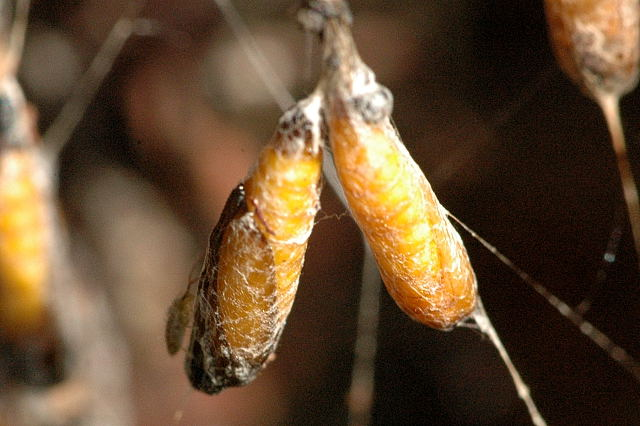
Pupe (ou chrysalide)
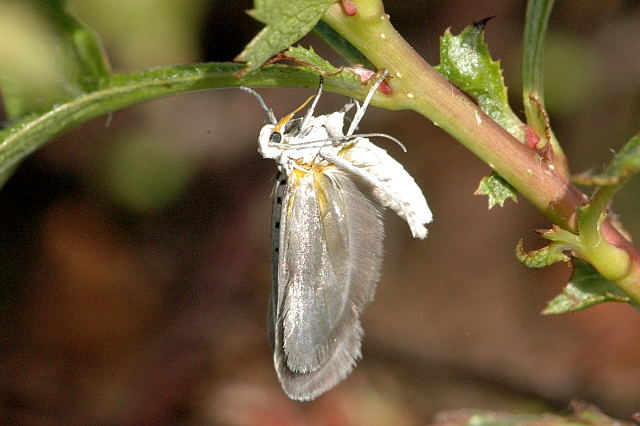
Imago fraîchement éclos
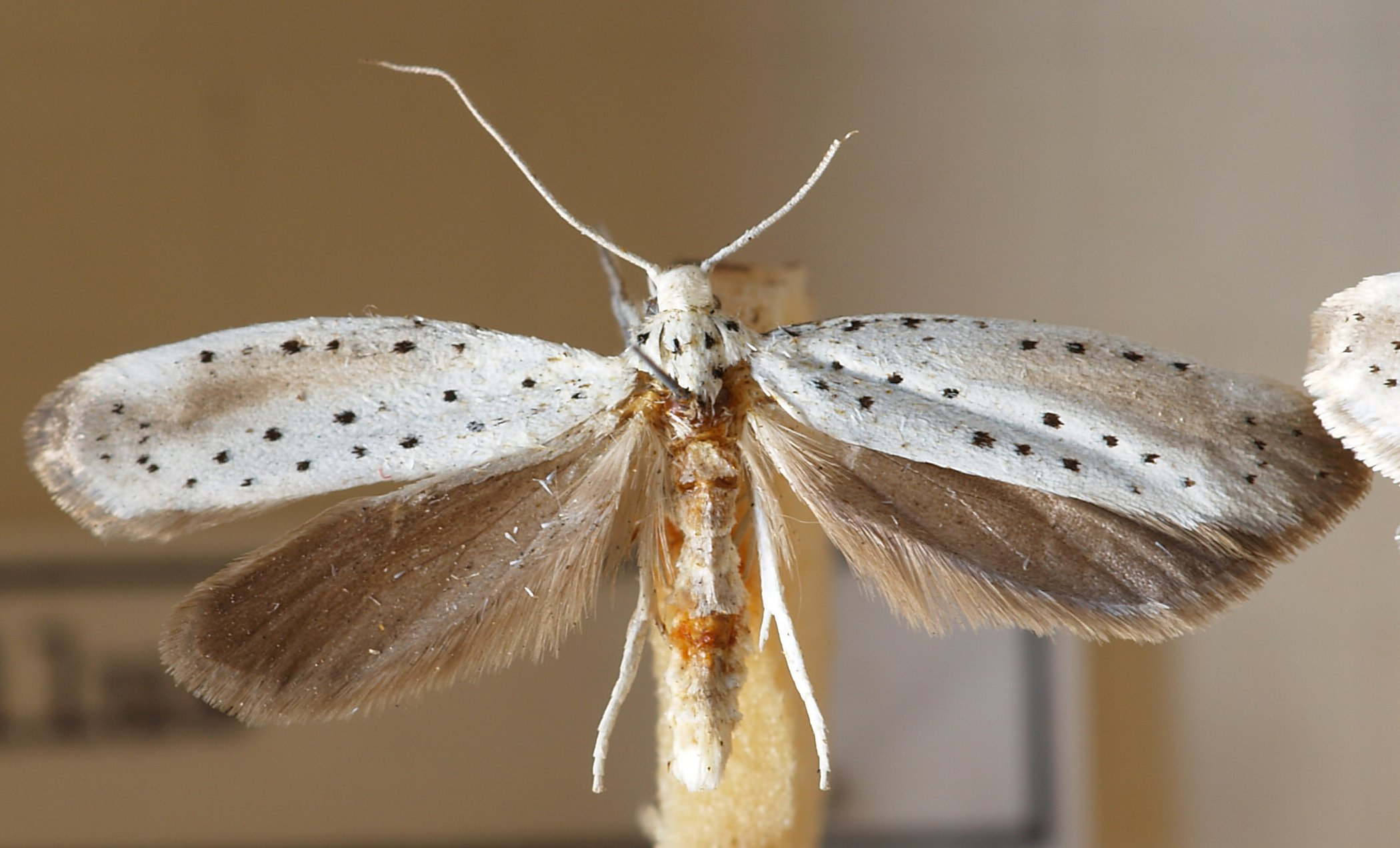
Exemplaire du Muséum